# ميخائيل (قسيس)
ميخائيل هو قسيس كندي، ولد في 10 يوليو 1885 في Fedorivka ‏ في أوكرانيا، وتوفي في 18 مايو 1977 في تورونتو في كندا.